# Neemia Tialata
Neemiah Stanley Tialata, detto Neemia (Lower Hutt, 15 luglio 1982), è un rugbista a 15 neozelandese, pilone del Tolosa.

## Biografia
Rappresentante la provincia rugbistica di Wellington, Tialata ha militato fino al 2011 con la relativa franchise di Super Rugby degli Hurricanes; con tale squadra è tra coloro che rientrano nel gruppo di giocatori che hanno realizzato almeno 100 presenze, traguardo quest'ultimo raggiunto proprio all'ultimo incontro ufficiale con il club alla fine del Super 15 2011.
Il debutto con gli All Blacks risale al novembre 2005, a Cardiff contro il Galles; fino al 2010 ha totalizzato 43 incontri, compresi quelli disputati nella Coppa del Mondo di rugby 2007 in Francia.
Da dopo la fine dell'esperienza con gli Hurricanes milita nel campionato francese nelle file del Bayonne, con il quale è legato da un contratto biennale.
È stato invitato a più riprese dai Barbarians, la prima volta nel 2010 contro un XV del Sudafrica.